# YY Orionis-variabel
YY Orionis-variabeln är en eruptiv variabel av Orion-typ, med oregelbundna förändringar i sin ljusstyrka. Förutom de kännetecken som omfattar alla unga stjärnor som är Orionvariabler har dessa stjärnor både emissionslinjer och absorptionslinjer i de röda våglängderna av stjärnspektrat. Detta tyder på material som faller ner mot stjärnornas yta. 
Prototypstjärnan YY Orionis varierar mellan fotografisk magnitud +13,2 och 15,7 utan någon fastställd periodicitet.